# Johann Friedrich Schweser
Johann Friedrich Schweser (* 30. April 1606 in Thün; † 24. Juli 1681 in Bayreuth) war Jurist und Hofrat bei der brandenburg-bayreuthischen Regierung.

## Leben und Werk
Johann Friedrich Schweser wurde am 30. April 1606 geboren. Der Vater war Hadrian Schweser, die Mutter Elisabeth Schweser geb. Hummold. In seine Jugend fielen die Wirren der Gegenreformation. Die Eltern starben, als er 21 Jahre alt war. Er musste die Mittel für seinen Lebensunterhalt als Musiker (Lautenspiel) und Privatlehrer der Söhne von Adeligen selbst verdienen. Gleichzeitig studierte er und schloss sein Studium mit der juristischen Promotion in Jena ab. Er war zunächst freier Rechtsanwalt in Hof. Einen Ruf auf eine Professur in Jena lehnte er ab. 1672 wurde er auf eine brandenburg-bayreuthische Hofratstelle an die Regierung in Bayreuth berufen.
Johann Friedrich Schweser war zweimal verheiratet. Aus der Ehe mit Margaretha Pertsch, Tochter eines Wunsiedler Pfarrers, stammen fünf Söhne und vier Töchter. Am bedeutendsten war Catharina Margaretha Schweser, verheiratete Dobenecker. Johann Friedrich Schweser starb am 24. Juli 1681 in Bayreuth. Die Leichenpredigt hielt Johann Leonhard Schöpf, eine Trauerrede stammte von Joachim Heinrich Hagen.
Neben einer Reihe von Gelegenheitsschriften erschienen unter seinem Namen oder unter einem Pseudonym drei größere Arbeiten. Bereits während seines Studiums veröffentlichte Johann Friedrich Schweser 1638 eine Übersetzung unter dem Titel Von den wankelmütigen Liebhabern zu dieser Zeit von François de Rosset. 1649 folgte die Übersetzung eines mehrbändigen lateinischen Geschichtswerks von Justinus (Marcus Iunianus Iustinus in fünf Auflagen), wahrscheinlich eine Auftragsarbeit. Die bedeutendste merkantilistisch ausgerichtete Arbeit erschien 1664 unter dem Pseudonym Gottlieb Warmund: Geldmangel in Teutschlande und desselben gründliche Ursachen …..

## Werke
- Francois de Rosset (Übersetzer: Johann Friedrich Schweser): Histoires des Amans volages de ce temps. Geschichte von den wanckelmütigen Liebhabern zu dieser Zeit … Hamburg 1638.
- Marcus Iunianus Iustinus (Übersetzer: Johann Friedrich Schweser): Der verteutschte Justinus Oder Viertzig vier Bücher. Derer Geschicht-Beschreibungen des Justinus auß dem Pompeius Trogus. Vor etlichen Jahren in das Deutsche übergebracht/ jetzo aber … zum Drucke befordert. Von Johan Friederich Schwesern beeder Rechte Doctorn. Bayreuth 1649.
- Johann Friedrich Schweser (Pseudonym: Gottlieb Warmund): Geldmangel in Teutschlande und desselben gründliche Ursachen/ nach Anleitung des warhafften Verlaufs des/ in unserm Vaterlande/ von etlich vielen Jahren her/ verführten Wesens und Wandels/ an Tag gegeben; auch Mit alten und neuen anmuthigen Geschichten/ nutzbaren Politischen Regeln und Lehrensarten/ auch allerhand erbaulichen Nebendiscursen/ Rechts- und andern Fragen ausgezieret/ durch Gottlieb Warmund. Bayreuth 1664.